# Australian Darts Masters
Das Australian Darts Masters ist ein Dartturnier, das von der Professional Darts Corporation (PDC) im Rahmen der World Series of Darts veranstaltet wird. Der Wettbewerb wurde 2024 erstmals in Wollongong ausgetragen. Bis 2023 wurde das Turnier unter dem Namen New South Wales Darts Masters ausgerichtet.

## Format
An dem Turnier nehmen insgesamt 16 Spieler teil. Dazu zählen die Top 4 des PDC World Rankings, vier Wildcard-Spieler und 8 lokale Qualifikanten.
Das Turnier wird im K.-o.-System gespielt. Im Achtelfinale und Viertelfinale ist der Spielmodus ein best of 11 legs, im Halbfinale wird best of 13 legs und im Finale im best of 15 legs-Modus gespielt.

## Preisgeld
Bei dem Turnier werden insgesamt £ 100.000 an Preisgeldern ausgeschüttet. Das Preisgeld verteilt sich unter den Teilnehmern wie folgt:
| Position (Anzahl der Spieler) | Position (Anzahl der Spieler) | Preisgeld |
| ----------------------------- | ----------------------------- | --------- |
| Gewinner                      | (1)                           | £ 30.000  |
| Finalist                      | (1)                           | £ 16.000  |
| Halbfinalisten                | (2)                           | £ 10.000  |
| Viertelfinalisten             | (4)                           | £ 5.000   |
| Achtelfinalisten              | (8)                           | £ 1.750   |
|                               |                               |           |
|                               |                               | £ 100.000 |

Da es sich um ein Einladungsturnier handelt, werden die erspielten Preisgelder bei der Berechnung des PDC World Rankings nicht berücksichtigt. Der Gewinner erhält ab 2026 wird die in Kyle Anderson Trophy umbenannte Trophäe.

## Finalergebnisse
| Jahr | Austragungsort                       | Sieger       | Ergebnis | Finalist       | Preisgeld | Preisgeld |
| Jahr | Austragungsort                       | Sieger       | Ergebnis | Finalist       | Gesamt    | Sieger    |
| ---- | ------------------------------------ | ------------ | -------- | -------------- | --------- | --------- |
| 2024 | WIN Entertainment Centre, Wollongong | Gerwyn Price | 8:1      | Luke Littler   | £ 60.000  | £ 20.000  |
| 2025 | WIN Entertainment Centre, Wollongong | Luke Littler | 8:4      | Mike De Decker | £ 60.000  | £ 20.000  |